# Krisztián Tóth
Krisztián Tóth (Darmstadt, 1 de maio de 1994) é um judoca húngaro da categoria até 90 quilos.
Obteve o segundo lugar no Campeonato Mundial de Cheliabinsk 2014.